# Sphodromantis gracilicollis
Sphodromantis gracilicollis é uma espécie de louva-a-deus da família dos Mantidae, sendo encontrados no Gabão, Gana, Guiné, Nigéria, Senegal e República Centro Africana.